# 塞尔赫斯特
塞尔赫斯特（Salehurst）是英格兰東薩塞克斯郡羅特區的一个村庄，隸屬於萨利赫斯特和罗伯茨桥民政教區。它位于黑斯廷斯以北约13英里（21公里）。